# Keystone Kapers
Keystone Kapers est un jeu vidéo de plates-formes développé par Garry Kitchen et publié par Activision en 1983 sur Atari 2600 avant d’être porté sur Atari 5200, Atari 8-bit et ColecoVision.
Le joueur incarne un policier qui poursuit un bandit dans les trois étages d’un grand magasin. Son objectif est de le rattraper avant qu’il ne réussisse à s’enfuir par le toit. Le magasin est constitué de trois étages et d’un toit qui sont représentés en vue de côté. Seule une portion du magasin est affichée et lorsque le policier atteint un des bords de l’écran, il réapparait dans une nouvelle portion. Un radar donne cependant au joueur une vue globale du magasin avec l’emplacement du bandit et des ascenseurs. Le policier commence le jeu en bas à droite du magasin alors que le bandit est déjà au deuxième étage et se dirige vers le toit. Pour accéder aux étages supérieurs, le joueur peut utiliser un ascenseur, qui fonctionne de manière automatique, et des escalators. Pour tenter d’échapper au policier, le bandit lui lance des avions, des chariots et des boules et laisse derrière lui des bombes,. 